# Augustin Maurellet
Augustin Maurellet, né le 21 décembre 1888 à Écuras (Charente) et mort le 23 février 1969 à Royan (Charente-Maritime), est un homme politique français, député de la Charente sous la Quatrième République.

## Biographie
Fils d'un paysan et sabotier, Augustin Maurellet réussit dans ses études et peut entrer à l'école normale de Loches avant de débuter une carrière d'instituteur en Charente.
Mobilisé en 1914, il est envoyé au front où il sera blessé à deux reprises. Rendu à la vie civile en 1919, il est nommé sur un poste de directeur d'école à Ruelle.
Déjà militant syndical avant guerre, il poursuit son engagement parmi les anciens combattants, et adhère à la SFIO en 1920.
C'est cependant dans les années 1930 qu'il accède aux responsabilités : syndicales, puisqu'il devient en 1934 secrétaire départemental du syndicat national des instituteurs, fonction qu'il exerce jusqu'en 1937, puis de nouveau en 1939 ; et politiques : conseiller municipal de Ruelle en 1935, candidat malheureux à la législative partielle d'avril 1939, il fait partie des rares socialistes locaux restés fidèles à la SFIO après la scission néo-socialiste.
Il est aussi membre de la Ligue des Droits de l'Homme, et maçon au sein d'une loge affilée au Grand Orient de France.
Mobilisé en 1939, il est ensuite déplacé d'office par le régime de Vichy à son retour dans la Charente. Il s'engage ensuite dans la résistance, au sein de l'Organisation civile et militaire, et prend le maquis pendant plus d'un an. Son action lui vaut la médaille de la Résistance.
A la Libération, il est membre du comité départemental de libération, et maire de Ruelle-sur-Touvre, de 1944 à 1947.
C'est à cette date qu'il est chargé, après l'exclusion de Roger Lefort de la SFIO pour soutien à la ligne collaborationniste de Paul Faure, de reconstruire la fédération socialiste de la Charente, dont il est le secrétaire de 1944 à 1946.
Lors de l'élection de la première constituante, il prend la tête de la liste charentaise de la SFIO. Obtenant 18,7 % des voix, il est élu député. Réélu député en juin 1946, avec 20,4 % des voix, et de nouveau en novembre (19,8 %), il doit faire face à l'émergence du radical Félix Gaillard comme homme fort du département, et à la poussée gaulliste, renforcée localement par le passage au RPF du MRP Jacques Furaud.
En 1951, bien que lui-même défavorable au principe des apparentements, il conclut un accord avec le MRP, le RGR et la droite (indépendants-paysans) pour sauvegarder son siège. Avec seulement 12,3 % des voix, la SFIO n'aurait pas pu sauver seule son siège. Maurellet est donc réélu, mais de justesse.
En 1956, compte tenu de son âge, il décide de ne pas se représenter, et quitte la vie politique.

## Détail des fonctions et des mandats
Mandat parlementaire
- 21 octobre 1945 - 19 juillet 1955 : Député de la Charente